# Hồ Dương Hà
Hồ Dương Hà (tiếng Trung: 胡杨河) là một thành phố cấp huyện ở khu tự trị của người Duy Ngô Nhĩ - Tân Cương, Trung Quốc. Tuy thành phố này nằm trọn vẹn trong địa khu Tháp Thành của Tân Cương, nhưng nó lại chịu sự quản lí trực tiếp của sư đoàn số 7, binh đoàn sản xuất và xây dựng Tân Cương.